# Wuzhou
Wuzhou (em chinês tradicional:  梧州市; chinês simplificado: 梧州市; pinyin:  Wúzhōu; Zhuang: Ngouzcouh) é uma localidade situada ao leste da Regiao Autónoma Zhuang de Quancim, na República Popular da China. Ocupa uma área total de 12.588 Km² dos quais 1.097 km² correspondem à cidade propriamente dita. As etnias presentes na cidade são Zhuang, Yao, Hui, Miao, Han e Dong. Segundo dados de 2010, Wuzhou possuí   3.273.300 habitantes, 16.1% das pessoas que pertencem ao grupo étnico Zhuang.